# Svenska Biografteatern

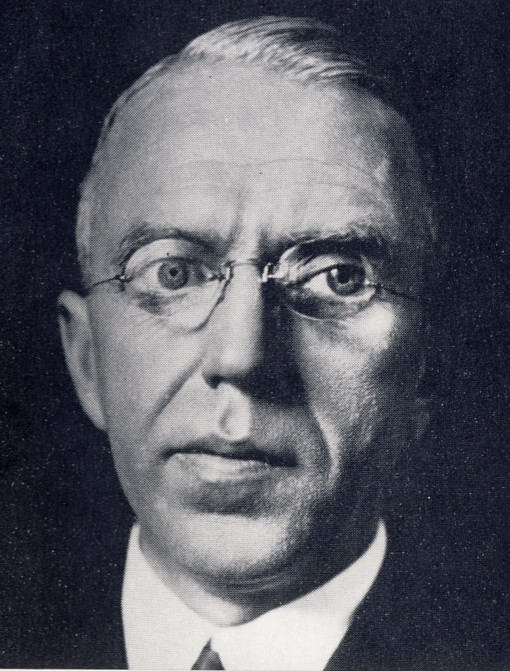
Charles Magnusson, VD i Svenska Bio från 1909.

AB Svenska Biografteatern, i dagligt tal kallat för Svenska Bio, var ett filmbolag verksamt mellan 1907 och 1919. 1914 introducerade Svenska Bio journalfilm på svenska biografer. År 1919 sammanslogs Svenska Bio med Filmindustri AB Skandia och fortsatte verksamheten som Svensk Filmindustri AB. 

## Historia

### Bakgrund
Aktiebolaget bildades genom en ombildning av Handelsbolaget Kristianstads Biograf-Teater med ett aktiekapital på 150 000 kronor och N.H. Nylander som förste VD. Till en början ägde bolaget ett tjugotal biografer och hade 170 anställda. Tack vare den stora centralgestalten i svensk filmliv, Charles Magnusson (VD från 1909), växte siffran över biografer till ett fyrtiotal runt om i landet. 
Bolaget hade säte i Kristianstad och sysslade med import och produktion av film samt biografdrift eller som de själva säger: 
"bedriva verksamhet avseende förevisande av rörliga och andra bilder, tillverkning och försäljning av bilder ävensom av för biografteater erfordeliga maskiner och utensilier".
Svenska Bio producerade 1907 de första svenska stadsfilmerna. Detta var filmer som porträtterade de orter där man öppnade biografer.

### Utvecklingen på Lidingö
År 1911 flyttade Svenska Bio till Lidingö. En inspelningsateljé uppfördes på nuvarande villatomten Läroverksvägen 9. Ateljén var en tvåvånings träbyggnad där övervåningen med glasväggar och glastak som liknade ett stort växthus. I bottenvåningen fanns sminkloger, kläd- och rekvisitaförråd samt ett kontor. Inspelningarna i ateljén gjordes i dagsljus och årligen brukade bolaget producera ett tjugotal spelfilmer. Flera av dessa har gått till filmhistorien som exempelvis Herr Arnes penningar, inspelad 1919. Under 1910-talet blev Svenska Bio internationellt erkända med filmer regisserade av Victor Sjöström och Mauritz Stiller. 1914 inledde bolaget produktion och visningar av Svenska Bios veckorevy. Detta var de första svenska journalfilmerna, som presenterade filmade aktualiteter för biobesökarna.
Hösten 1919 hade ateljén tjänat ut. Verksamheten utvidgades och fortsatte följande år vid den nybyggda filmstaden i Råsunda.

### Journalfilm, filmstad och sammanslagning

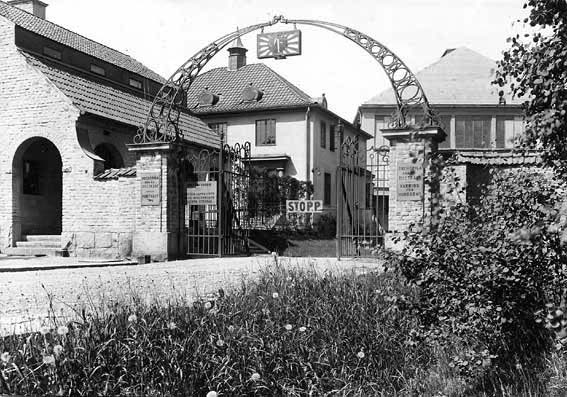
Filmstaden i Råsunda, som började byggas av Svenska Bio.

År 1919 köpte Svenska Bio mark i Råsunda. Man planerade där att bygga en filmstad med två ateljéer. Senare under 1919 gick bolaget samman med Filmindustri AB Skandia för att bilda det nya Svensk Filmindustri AB. Det nya bolaget hade hela sin verksamhet samlad i den nybyggda filmstaden, och man ägde ett bestånd på 70 biografer (då en tiondel av det totala antalt fasta biografer i Sverige). Svenska Bios veckorevy bytte året efter namn till SF-journalen och fortsatte produceras under sitt nya namn fram till nedläggningen 1960.

## Filmstudio blev museum
Den ursprungliga filmstudion i Kristianstad, som var Sveriges första filmstudio, är numera Filmmuseet i Kristianstad.

## Produktion spelfilmer i urval
- Värmlänningarne (1910) – Carl Engdahl
- Emigranten (1910) – Robert Olsson
- Fänrik Ståls sägner (film, 1910) (1909) – Carl Engdahl
- Bröllopet på Ulfåsa I (1910) – Carl Engdahl
- Bröllopet på Ulfåsa II (1910) – Gustaf "Muck" Linden
- Emigrant (1910) – Gustaf Linden och Robert Olsson
- Regina von Emmeritz och Konung Gustaf II Adolf  (1910) – Gustaf Linden
- Järnbäraren (1910) – Gustaf Linden
- Dödsritten under cirkuskupolen (1912) – Georg af Klercker
- De svarta maskerna (1912) – Mauritz Stiller
- Ingeborg Holm (1913) – Victor Sjöström
- Miraklet (1914) – Victor Sjöström
- Prästen (1914) – Victor Sjöström
- Strejken (1915) – Victor Sjöström
- Madame de Thèbes (1915) – Mauritz Stiller
- Balettprimadonnan (1916) – Mauritz Stiller
- Terje Vigen (1917) – Victor Sjöström
- Tösen från Stormyrtorpet (1917) – Victor Sjöström
- Thomas Graals bästa film (1917) – Mauritz Stiller
- Thomas Graals bästa barn (1918) – Mauritz Stiller
- Berg-Ejvind och hans hustru (1918) – Victor Sjöström
- Sången om den eldröda blomman (1919) – Mauritz Stiller
- Herr Arnes pengar (1919) – Mauritz Stiller
- Ingmarssönerna (1919) – Victor Sjöström
- Hans nåds testamente (1919) – Victor Sjöström
- Fiskebyn (1920) – Mauritz Stiller
- Klostret i Sendomir (1920) – Victor Sjöström
- Karin Ingmarsdotter (1920) – Victor Sjöström